# Lista de jogadores da Major League Baseball com média de .900 em bases conquistadas + slugging

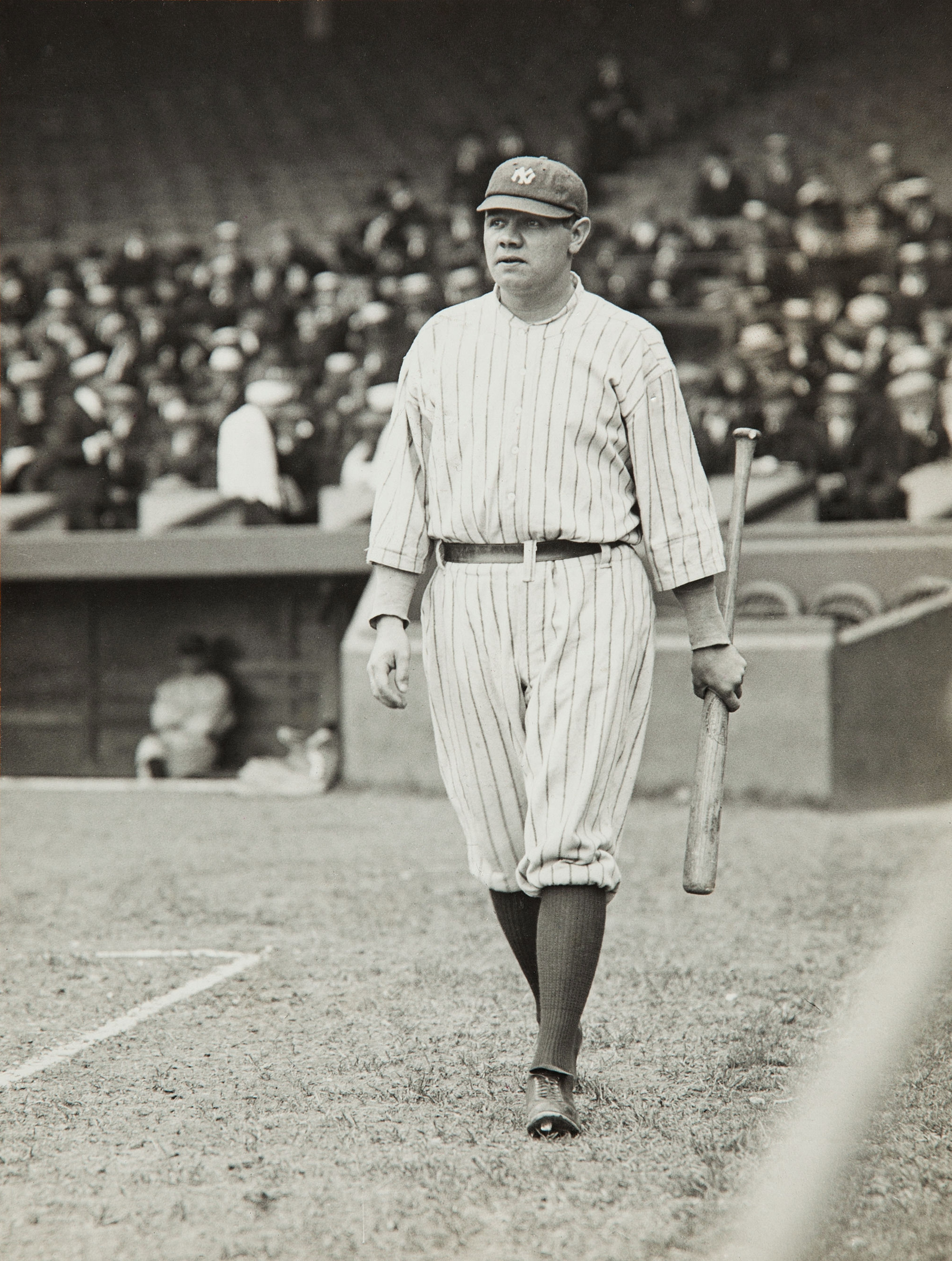
Babe Ruth, o líder geral em OPS.

Abaixo está a lista dos 63 jogadores da Major League Baseball que atingiram a marca de .900 de bases conquistadas + slugging (em inglês on-base plus slugging ou OPS) em suas carreiras com o mínimo de 3000  vezes ao bastão. Bases conquistadas + slugging é uma estatística que calcula a habilidade de um jogador conquistar bases e o poder deste jogador em rebatidas para conquistar  duplas,  triplas e home runs. É calculada dividindo o total de bases conquistadas pelo número de vezes ao bastão.
A porcentagem de bases conquistadas é calculada usando esta fórmula:
{\displaystyle OBP={\frac {H+BB+HBP}{AB+BB+HBP+SF}}}
A medida de slugging é definida usando este cálculo:
{\displaystyle SLG={\frac {({\mathit {1B}})+(2\times {\mathit {2B}})+(3\times {\mathit {3B}})+(4\times {\mathit {HR}})}{AB}}}
Importante lembrar que, apesar do nome "slugging percentage", a expressão é muitas vezes mal compreendida pois a estatística não é uma porcentagem mas uma escala de medida cujo valor é um número racional com intervalos de 0,4.

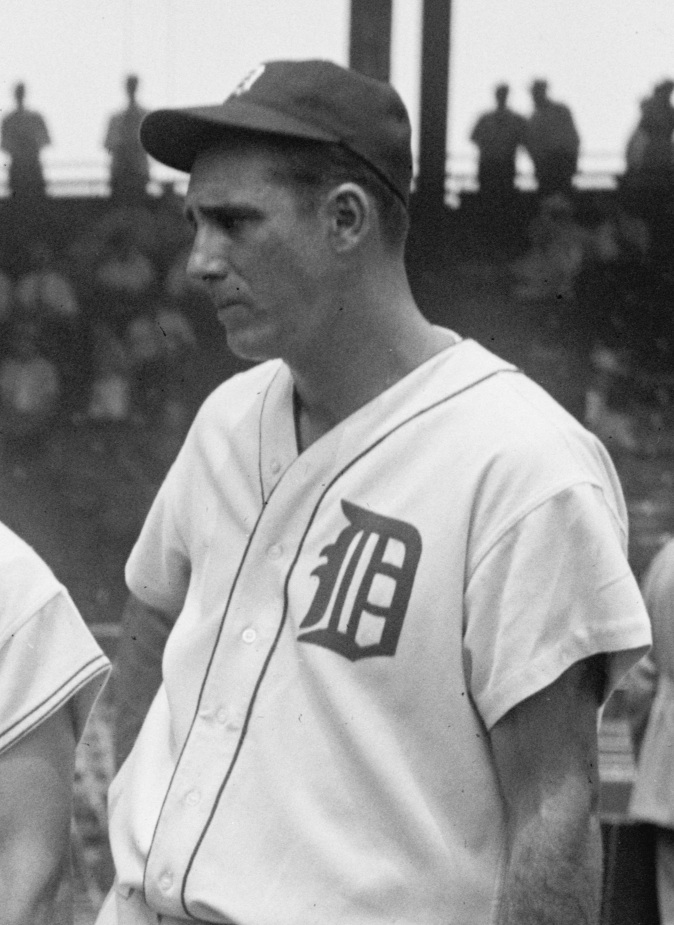
Hank Greenberg, membro do Hall of Fame

## Campo
| Posição | Posição entre os líderes em OPS na carreira. Um campo em branco indica um empate. |
| Jogador | Nome do jogador.                                                                  |
| OPS     | Total OPS na carreira.                                                            |
| *       | Denota eleito para o National Baseball Hall of Fame.                              |
| Negrito | Denota jogador ainda ativo.                                                       |

## Lista
Estatísticas atualizadas até o final da temporada de 2016.
| Posição | Jogador              | OPS    |
| ------- | -------------------- | ------ |
| 1       | Babe Ruth *          | 1.1636 |
| 2       | Ted Williams *       | 1.1155 |
| 3       | Lou Gehrig *         | 1.0798 |
| 4       | Barry Bonds          | 1.0512 |
| 5       | Jimmie Foxx *        | 1.0376 |
| 6       | Hank Greenberg *     | 1.0169 |
| 7       | Rogers Hornsby *     | 1.0103 |
| 8       | Manny Ramírez        | .9960  |
| 9       | Mark McGwire         | .9823  |
| 10      | Mickey Mantle *      | .9773  |
| 11      | Joe DiMaggio *       | .9771  |
| 12      | Stan Musial *        | .9757  |
| 13      | Frank Thomas *       | .9740  |
| 14      | Larry Walker         | .9654  |
| 15      | Albert Pujols        | .9648  |
| 16      | Mike Trout           | .9625  |
| 17      | Miguel Cabrera       | .9608  |
| 18      | Joey Votto           | .9606  |
| 19      | Johnny Mize *        | .9591  |
| 20      | Jim Thome            | .9560  |
| 21      | Todd Helton          | .9531  |
| 22      | Jeff Bagwell         | .9480  |
| 23      | Mel Ott *            | .9471  |
| 24      | Ralph Kiner *        | .9459  |
| 25      | Lefty O'Doul         | .9451  |
| 26      | Ty Cobb *            | .9449  |
| 27      | Lance Berkman        | .9429  |
| 28      | Dan Brouthers *      | .9425  |
| 29      | Willie Mays *        | .9414  |
| 30      | Shoeless Joe Jackson | .9401  |
| 31      | Hack Wilson *        | .9399  |
| 32      | Albert Belle         | .9333  |
|         | Edgar Martínez       | .9333  |
| 34      | Vladimir Guerrero    | .9312  |
| 35      | David Ortiz          | .9310  |
| 36      | Chipper Jones        | .9304  |
| 37      | Harry Heilmann *     | .9300  |
| 38      | Alex Rodriguez       | .9299  |
| 39      | Carlos Delgado       | .9293  |
| 40      | Hank Aaron *         | .9285  |
| 41      | Earl Averill *       | .9283  |
|         | Tris Speaker *       | .9283  |
| 43      | Charlie Keller       | .9276  |
| 44      | Frank Robinson *     | .9259  |
| 45      | Paul Goldschmidt     | .9239  |
| 46      | Ken Williams         | .9238  |
| 47      | Chuck Klein *        | .9218  |
| 48      | Mike Piazza *        | .9217  |
| 49      | Duke Snider *        | .9194  |
| 50      | Ed Delahanty *       | .9163  |

| Posição | Jogador             | OPS   |
| ------- | ------------------- | ----- |
| 51      | Jason Giambi        | .9157 |
| 52      | Babe Herman         | .9148 |
| 53      | Al Simmons *        | .9147 |
| 54      | Dick Allen          | .9117 |
| 55      | Ryan Braun          | .9104 |
| 56      | Mike Schmidt *      | .9075 |
| 57      | Ken Griffey Jr. *   | .9072 |
| 58      | Gary Sheffield      | .9070 |
| 59      | Mo Vaughn           | .9058 |
| 60      | Juan González       | .9039 |
| 61      | Jim Edmonds         | .9030 |
| 62      | Brian Giles         | .9022 |
| 63      | Bill Joyce          | .9020 |
| 64      | Bob Johnson         | .8987 |
|         | Bill Terry *        | .8987 |
| 66      | Chick Hafey *       | .8980 |
| 67      | Matt Holliday       | .8972 |
| 68      | Mickey Cochrane *   | .8970 |
| 69      | Giancarlo Stanton   | .8958 |
| 70      | Hal Trosky          | .8925 |
| 71      | Sam Thompson *      | .8895 |
| 72      | Willie McCovey *    | .8891 |
| 73      | Willie Stargell *   | .8887 |
| 74      | Billy Hamilton *    | .8873 |
| 75      | Prince Fielder      | .8873 |
| 76      | Jake Stenzel        | .8868 |
| 77      | Goose Goslin *      | .8867 |
| 78      | Fred McGriff        | .8860 |
| 79      | Eddie Mathews *     | .8855 |
| 80      | Rafael Palmeiro     | .8852 |
| 81      | Moisés Alou         | .8550 |
| 82      | Harmon Killebrew *  | .8842 |
| 83      | Charlie Gehringer * | .8841 |
| 84      | Tim Salmon          | .8836 |
| 85      | Roger Connor *      | .8828 |
| 86      | Jackie Robinson *   | .8826 |
|         | George Selkirk      | .8826 |
| 88      | Nomar Garciaparra   | .8821 |
| 89      | Wally Berger        | .8805 |
| 90      | Will Clark          | .8801 |
|         | Kevin Mitchell      | .8801 |
| 92      | Dolph Camilli       | .8800 |
| 93      | Riggs Stephenson    | .8797 |
| 94      | Al Rosen            | .8792 |
| 95      | Jeff Heath          | .8788 |
| 96      | David Justice       | .8778 |
| 97      | Paul Waner *        | .8777 |
| 98      | Sammy Sosa          | .8775 |
| 99      | Joe Harris          | .8766 |
| 100     | Larry Doby *        | .8760 |